# Cient'anne (album)
Cient'anne è una raccolta di Mario Merola del 2004. Anche se l'album ne porta il nome non contiene la canzone Cient'anne incisa nel 1992 da Mario Merola e Gigi D'Alessio.

## Tracce
- E me sto zitto (2:23)
- Voce 'e 'nu scugnizzo (3:21)
- Rumba napoletana (3:46)
- Ll'urdemo tradimento (3:08)
- O core 'e napule (2:34)
- Si bella comme si (3:57)
- Personaggio (3:20)
- Nuttata napulitana (3:17)
- A mugliera (3:31)
- Parlanne 'e napule (4:54)
- Serenatella amara (3:34)
- Dimane e' festa (2:54)
- Tangentopoli (3:43)